# Rødberg
Rødberg is een plaats in de Noorse gemeente Nore og Uvdal, provincie Buskerud. Rødberg telt 452 inwoners (2007) en heeft een oppervlakte van 0,93 km². Het is de grootste plaats in de gemeente en tevens zetel van het gemeentebestuur.

## Station

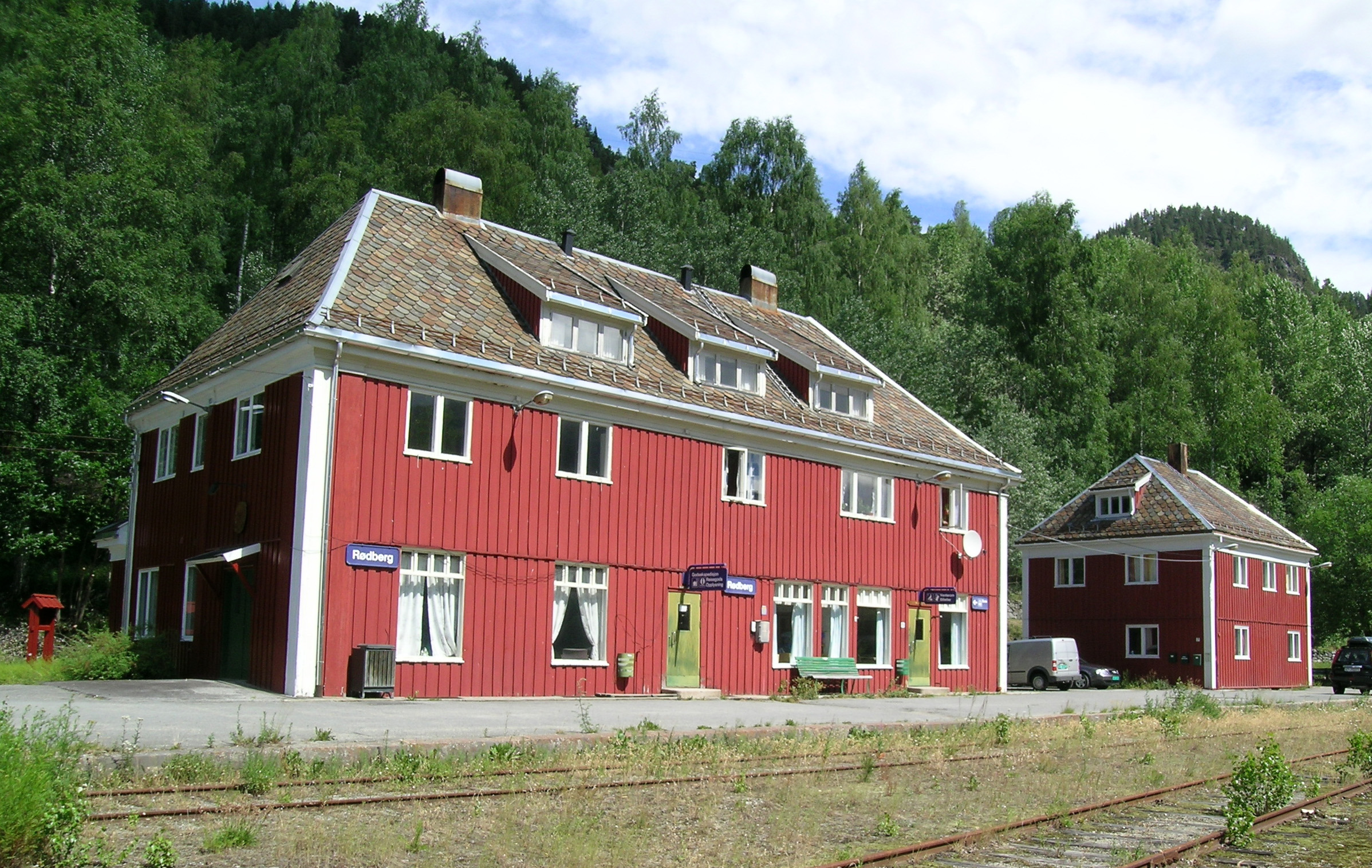
Voormalig station

In het verleden was Rødberg het eindpunt van Numedalsbanen die het dorp verbond met Kongsberg. De spoorlijn en het station werden in 1989 gesloten voor personenvervoer.